# Суракат I
Суракат — аварский нуцал, правивший по одной из версий, в XI века, по другой в XII веке или же в XIII веке. Сын нуцала Саратана и внук Уруса.

## Происхождение
Принадлежность его к Аварии свидетельствует о существовании связей между аваро-христианской и арабо-мусульманской верхушкой дагестанского общества. Вопрос о датах жизни Сураката до конца до сих пор не решен. Есть различные мнения, которые главным образом основаны на данных местных арабоязычных источников. Большинство авторов приводят данные, что Суракат жил, скорее всего, в конце XI – начале XII века. У Бакиханова, Суракат - обращенный из мусульман в язычники, по другой версии в христианство.
Важным источником этого периода является «История Баба и Ширвана», в тексте которого при описании событий 416 по х./1025 г. н.э. в качестве христианского правителя Сарира упоминается Бухтйишо II, который тогда выдал дочь Сарийу за дербентского амира Мухаммада ибн Хашима. За сто лет до него упоминается и Бухтйишо I, который в 292 по х./905 г. н.э. захватил в плен дербентского амира. Преемником Бухтйишо II, вероятно был некий К-рух или Ф-рудж (в арабской записи не указана первая согласная и не удается с уверенностью прочитать последнюю букву), сын которого Току (Тӏокъу) упоминается в 457 по х./1065 г. н.э. как тесть дербентского раиса Муфарриджа ибн Музаффара. Таким образом, исключается вероятность, что Суракат мог править в XI веке. По мнению историков, Суракат мог жить и править в XII веке. А.Р. Шихсаидов и А.Е. Криштопа на основании сообщения исторического сочинения «Сказание об Аргвани», полагают, что первый поход имело место в 654 году по хиджре (1256 год н.э.), то есть, по их предположению, Суракат родился приблизительно в 1190-х и умер в 1250-х годах..

## Биография
При нуцале Суракате установился порядок престолонаследия, согласно которому на троне никто не имел право восседать, кроме его наследников по мужской и женской линии.
Подданные Сураката были язычниками, христианами или иудеями. Нуцал считался могущественным дагестанским правителем. Аварскому нуцалу были подвластны все народы от Шемахи до границ Кабарды, а также Тушетия и чеченцы. Согласно «Запискам императорского географического общества», Суракат «повелевал народами от Шемахи до границ Кабарды, а Чеченцы и Туши находились в безусловной зависимости от него».
Согласно Мухаммадрафи аш-Ширвани, Суракат был владыкой Авара, в городе называемом Тануси, «а он сильнейший из городов Дагестана своей мощью, источник неверия — был неверующий сильный титан (в оригинале тиран), негодный, носитель зла, насилия и несчастья, по имени Сурака, с титулом нусал — это их обычай давать такое прозвище и обозначать этим именем своего владыку, — сын Сиртана»..
Азербайджанский ученый XIX века Аббас-Кули-ага Бакиханов пишет, что «в городе Танусе, древней столице Аварии, был могущественный и грозный эмир, которого звали Сурака». Он продолжает: «Этот Сурака, владея землями от границ Шемахи до земель черкесов и чеченцев, взимал со всех княжеств и обществ, дань наличными деньгами, скотом, товарами, хлебом, фруктами и даже куриными яйцами». Далее: «Главная подать состояла в следующем:ежегодно каждое семейство должно было давать по три дирхема серебром или соразмерной цены золотом и по одной мерке более употребляемого хлеба; каждый торговец обязывался давать две штуки шелковой материи и две бумажной; с каждого сада по мешку сушеного винограда. Кроме того, каждый убийца должен был давать по сто овец, а вор и ему подобный преступник - по одному быку. Каждая деревня, поздравляя нового владетеля, приносила пять лисьих шкур - одну черную и четыре желтых, и пять баранов; на похороны владетеля - одну лошадь, а на каждую свадьбу в доме владетельном - одного быка и двух баранов».
Реку ал-Ганам (араб. — «Баранья река»), которая пересекает Аварию и которая является большой, замерзающей зимой и впадающей в море ал-Хазар. , В.Ф. Минорский отождествляет с Сулаком. Очевидно Сулак являлась внутренней водной артерией аварского государства. На выходе Сулака из горных ущелий на прикаспийскую равнину, располагалась северная столица — древний город Гелбах. Он часто служил первым форпостом страны, откуда влияние аварского государства распространялось на северные равнины, занятые большей частью хуторами населения страны, а также принимал зачастую первый удар иноземных армий. К примеру, арабские газии сначала одолевают брата нуцала — Кахру, имевшего резиденцию в Гелбахе, и только потом Хунзах.
Почему Суракат находился в Тануси, а не в старой столице Сарира - Хунзахе? Из истории Дагестана известно, что в случае разлада отношений между правителем и населением, правитель со своим ближним окружением мог перебраться в другое поселение. Пример тому — столица Кайтагского уцмийства - Башлы, в котором уцмии фактически не жили, имея местопребывание в мелких селах, таких как Великент, Маджалис, Янгикент. В "Хунзах-наме" это объясняется тем, что в Тануси, наиболее труднодоступном населенном пункте Хунзахского плато, Суракат просто-напросто прятался от войска арабских газиев, которыми командовал Абу Муслим. На самом деле зачатки неприязни между Нуцалами и населением ее столицы существовали еще в IX веке, о чем косвенно свидетельствует проживание правителя не в самом Хунзахе, а в крепости на горе Акаро. Не поладив с Хунзахцами, Суракат вместе со своими дружинниками, слугами и рабами переселился в труднодоступное хебдалальское село Тануси, которое, кстати, контролировало жизненно важный для овцеводов путь на Терско-Сулакскую низменность.
По поводу веры Сураката да и всего населения Нуцальства, можно сказать следующее; Д. М. Атаевым и Г. Г. Гамбашидзе было изучено достаточное количество материальных памятников христианства, чтобы сделать вывод о том, что население было христианским грузино-греческого толка. В "Тарихи Дагестана" же Суракат просто назван "неверным", то есть не мусульманином, а население идолопоклонниками. В позднесоставленных источниках "Хроники племени Нахчу" и "Тарихи Аргвани" (XVIII век) Суракат и его брат и вовсе названы иудеями. При нынешнем уровне наших познаний об истории Хунзаха и Аварии вообще наиболее вероятной представляется мысль, что в XI веке хунзахцы и их правители были христианами. Стоит упомянуть ещё один труд XVIII века - грузинского царевича Вахушти Багратиони, по поводу того, что Квирике Великий, царь Кахетии, создал должность мачинского эристава, которому он якобы подчинил территории «к востоку от Алазани» вместе с землями, подвластными городами Шакихи и Хунзахи. Однако Вахушти позаимствовал текст с данными событиями из более раннего источника «Летопись Картли», в котором не говорится ни слова о вхождении Хунзаха или Сарира, в состав Кахетии или её эриставства. Учитывая информацию, содержащуюся в средневековых мусульманских и грузинских источниках, можно усомниться в достоверности текстов XVIII века.
В историческом сочинении «Тарихи Аргвани», составленном в XVIII веке, упоминается что газии во главе с Абу Муслимом, в начале атаковали Гелбах, который являлся одной из столиц Сарира, «вступили в схватку с братом Сураката», «убили его, разрушили резиденцию его, сожгли укрепления его». Источник указывает, что всё это и процесс исламизации этого региона, произошло в 645 году по хиджре (1247—1248 гг.). Ссылаясь на этот же источник, А. Р. Шихсаидов и А. Е. Криштопа датируют взятие газиями Хунзаха — 1256 годом. Согласно же другому источнику условно именуемым, как «Хунзах-наме», Суракату удалось в первой битве нанести поражение газиям, в битве у реки Тобот, там где сейчас аул Арани, но затем пришлось отступить, в ввиду того, что Абу Муслим собрал вторую армию ещё в два раза больше, чем первую, предположительно в 654 году по хиджре (1256—1257 гг.). К тому моменту (ок. 1255 г. н. э.), Суракат, как считается, умер и нуцалом был уже его сын Байсар
Наиболее вероятно, что ещё до окончательного разгрома мусульман Тбилиси в 1122 году Давидом Строителем, а именно в конце XI века, отряд мусульманских фанатиков, во главе с Абу Муслимом, который возможно был потомком Абумуслима Хорасани, осевшего в южном Дагестане ещё в X веке, захватил христианский Хунзах. Именно на рубеже XI-XII веков можно датировать это событие. Так, согласно Бакиханову, Абу Муслим жил в V веке по хиджре (1009 - 1107 годы н.э.). Из достоверных источников XI—XII веков, становится известно, что мусульмане из Ширвана, захватили населенный «неверными» христианами Кумух в начале второй половины XI века (в одной из поэм, посвященных Фарибурзу, есть строки: «Разве отряд войска Вашего не совершил набег и Гумиком не овладел врасплох?»), а ислам его жители приняли лишь в последние годы этого века. Приведенные факты дают основания предполагать, что Суракат правил Аварией, скорее всего в конце XI века. Согласно общей информации «Истории села Аргвани», названный Суракат, правил в промежутке 1038/39 и 1247/48 годами. Прибытие мусульман на Хунзахское плато можно примерно датировать XI—XII веками. В Хунзахе найдены две арабские надписи на местном камне исламского содержания, которые по почерку можно отнести к XI—XII векам.
Арабы считали Сураката врагом ислама, вели с ним ожесточенную войну за покорение Аварии. В записках также говорится, что «Аварцы были тогда уже, как и теперь первенствующим народом в нагорном Дагестане и дали Арабам долгий и кровавый отпор». Однажды войско газиев под руководством шейхов Ахмада, Абдуллы, Абу-Муслима и Абдул-Муслима направилось из Кайтага в Аварию. Сначала они одолели Кахру в Гельбахе, там погибли Ахмад и Абдулла. Далее газии планомерно направляются на Хунзах и берут его штурмом, при этом погибает Абдул-Муслим. Абу-Муслим устанавливает в Хунзахе теократическое правление газиев..
Суракат защищал свою столицу Тануси: «Аварцы оказывали пришельцам упорное сопротивление, и попытки арабов захватить Тануси оканчивались ничем. Тогда арабы прибегли к хитрости. Перед боем они приготовили отравленную пищу и разложили ее в своем лагере. Завязав бой с войском Сураката, арабы притворно обратились в бегство, бросив лагерь. Воины Сураката, увидев готовую к употреблению пищу, не удержались от соблазна подкрепиться. Большинство из них умерли. Силы аварцев резко уменьшились, и арабы смогли захватить Тануси - столицу Сураката». Данная легенда опять-таки основана на «бродячем сюжете»: ее можно услышать и в других местах Дагестана. Маловероятно, что она излагает исторический факт: скорее, здесь отражена народная оценка арабских завоевателей как противника опасного не столько силой, сколько коварством.
По одной версии Суракат погиб в битве за столицу, по другой версии он бежал вместе с семьей в Тушетию..
Согласно «Хунзах-наме», после того как шейх Абу Муслим подчинил Хунзах своей власти и начал процесс исламизирования населения, то назначил там Наиба - своего наместника, после чего вернулся в Гази-Кумух. Покидая Хунзах, Абу Муслим наставил наибу: «Не доверяй этому аварскому племени. Я думаю, что их мусульманская вера смешана с сомнениями и лицемерием». И действительно, население Хунзаха, начало раскаиваться в смене религии, не в силах соблюдать шариат, что оставили веру предков, решило тайно обратиться к Суракату с предложением вернутся к правлению, который на тот момент скрывался в далеких горах. В случае его согласия, хунзахцы ему обещали агрессивную поддержку, в частности убийство Наиба и его людей. Поскольку Суракат не полностью доверял хунзахцам, поэтому туда он прислал своего сына Андуника. По прибытии в древнюю столицу Сарира, Андуник и его дружинники действительно были поддержаны обрадовавшимся этому хунзахцами. Наиб был убит, население Хунзаха после этого отказалась от Ислама и они «занялись удовлетворением своих закоренелых запретных страстей».
А одно из преданий гласит о том, что во время правления Сураката в Хунзахе, ункратлинцы исповедовали христианство. В его
правление в Аварское княжество вторгся отряд газиев во главе с Абу Муслимом. Хунзахцы не хотели принять ислам, и в местности Ачисал произошло крупное сражение между ними и арабскими войсками. В сражении пало много воинов с обеих сторон. Правивший Суракат погиб, а его сын Байар бежал в Тушетию. Либо же Суракат умер прежде битвы с газиями, и правителем стал его сын Байар, который и бежал в Тушетию, а на престол сел Масумбек из рода шейха Ахмада - потомка Хамзы, дяди Пророка. Абумуслим, по большому счёту стал первым мусульманским правителем Хунзаха, а именно Имамом. Спустя 30 лет он скончался на территории Аварского нуцальства и был похоронен в Хунзахе.